# Vancouvereiland
Vancouvereiland (Engels: Vancouver Island, vroegere naam: Island of Quadra and Vancouver) is een groot eiland in Brits-Columbia, Canada, in de Grote Oceaan.

## Geografie
Het eiland heeft een oppervlakte van 32.134 vierkante kilometer (454 kilometer lang, 100 kilometer breed) en is daarmee het grootste eiland aan de westkust van Noord-Amerika.
Het eiland ligt voor de kust van het vasteland van de provincie Brits-Columbia in Canada en de Amerikaanse deelstaat Washington. De hoofdstad van de provincie, Victoria, ligt op het eiland. Op het eiland wonen ongeveer 750.000 mensen. Andere plaatsen op Vancouvereiland zijn Nanaimo, Port Alberni, Parksville, Courtenay, Ladysmith, Campbell River en Tofino.
Aan de zuidwestkust ligt de 75 km lange West Coast Trail. Dat langeafstandswandelpad maakt deel uit van het Nationaal Park Pacific Rim.

## Geschiedenis
Het eiland wordt al achtduizend jaar bewoond door Eerste Naties van Canada (Kwakwaka'wakw, Nuu-chah-nulth en Salish).

## Fauna
Op het eiland leven onder andere zwarte beren (Ursus americanus vancouveri), poema's, wolven (Canis lupus crassodon) en Vancouvermarmotten.